# سليم قرة
سليم قرة هو شخصية أعمال كندي، ولد في 1 يونيو 1949 في زنجبار في تنزانيا.